# Thierry De Neef
Thierry Albert De Neef (Paris, 27 de outubro de 1966) é um ex-futebolista e treinador de futebol franco-guianense que atuou como meio-campista. Atualmente está sem clube.

## Carreira
De Neef jogou a maior parte de sua carreira por Nice (104 jogos e 4 gols) e Le Havre (154 partidas e 5 gols), vencendo a Copa da França de 1996–97 e sendo também um dos 6 artilheiros da competição, com 6 gols. Jogou também por Créteil, Fontainebleau, Sedan, Olympique Alès, Tours e Rapid Menton, onde se aposentou aos 38 anos, em 2005.

## Carreira internacional
Em 2004, De Neef jogou 3 partidas pela Guiana Francesa, contra Guadalupe (vitória por 1 a 0), Martinica (empate sem gols) e Dominica (vitória por 4 a 0), todas pelas eliminatórias da Copa Ouro da CONCACAF de 2005. 

## Carreira de técnico
Entre 2007 e 2013, comandou o CSC Cayenne, onde jogou nas categorias de base e venceu a Copa da Guiana Francesa de 2007–08.
Em 2018, foi anunciado como novo treinador da Seleção Franco-Guianense, substituindo Jaïr Karam e Marie-Rose Carême. Permaneceu no cargo até 2021

## Títulos

### Como jogador
Nice
- Copa da França: 1996–97

### Como treinador
CSC Cayenne
- Copa da Guiana Francesa: 2007–08

### Individuais
- Artilheiro da Copa da França de 1996–97 (3 gols)